# Allez France !
Pour plus de détails, voir Fiche technique et Distribution.
Allez France ! est une comédie franco-britannique réalisée par Robert Dhéry, coécrite par lui-même ainsi que par Jean L'Hôte, Pierre Tchernia et Colette Brosset, sortie en 1964. On retrouve dans la distribution, une partie de la troupe Les Branquignols.

## Synopsis
La veille de son mariage et à l'insu de sa fiancée, Henri part en Angleterre assister au match de rugby Angleterre-France à Twickenham. Un supporter anglais lui ayant cassé deux dents lors de la rencontre, Henri se fait soigner par un dentiste de Londres qui lui conseille vivement de rester deux heures la bouche fermée. Pendant ce temps, le dentiste doit s'occuper d'un « bobby » (policier) qui a laissé au vestiaire son casque et son uniforme. Pour passer le temps, Henri revêt l'uniforme et il sort sur le palier du cabinet, lorsqu'il entend une femme appeler au secours. Commencent alors les pérégrinations burlesques d'Henri, policier britannique présumé mais muet, dans les rues de Twickenham... Recherché par un nombre sans cesse croissant de personnes, il tente de retrouver, non sans mal, son chemin jusque chez le dentiste. Toutefois, il ignore que sa future belle-sœur est elle aussi dans les environs.

Principaux rôles
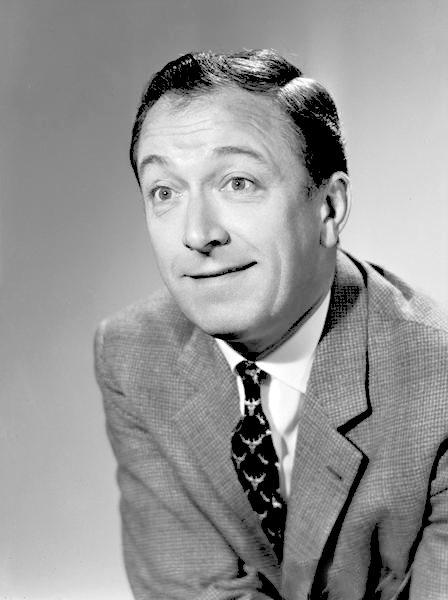
Robert Dhéry (Henri)
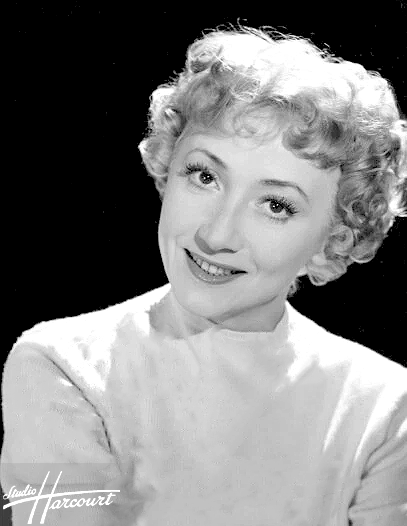
Colette Brosset (Lady Brisburn)
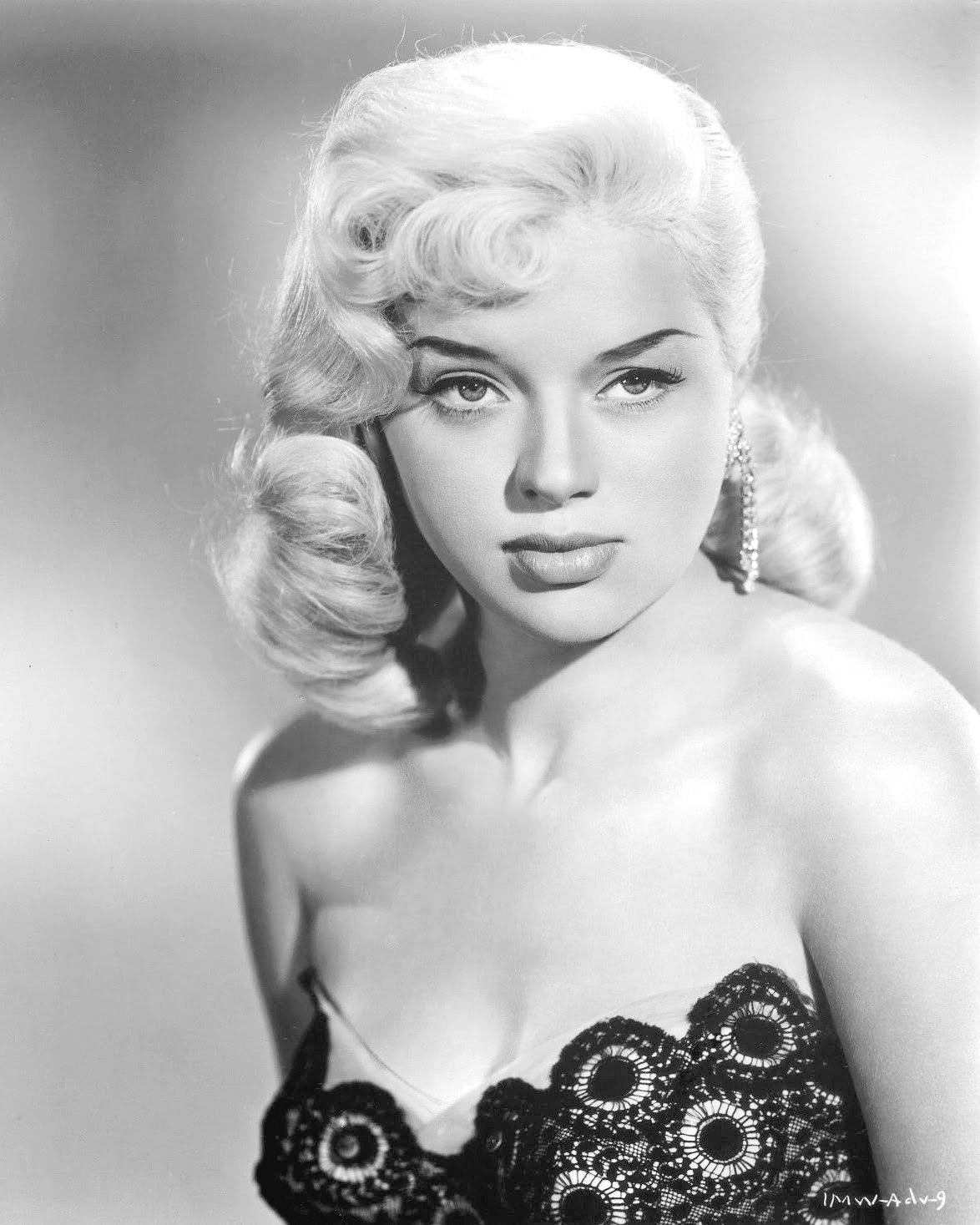
Diana Dors (Elle-même)
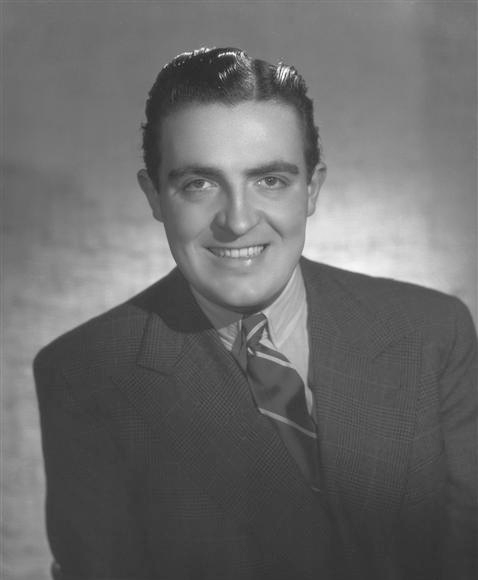
Henri Génès (Gros Max)
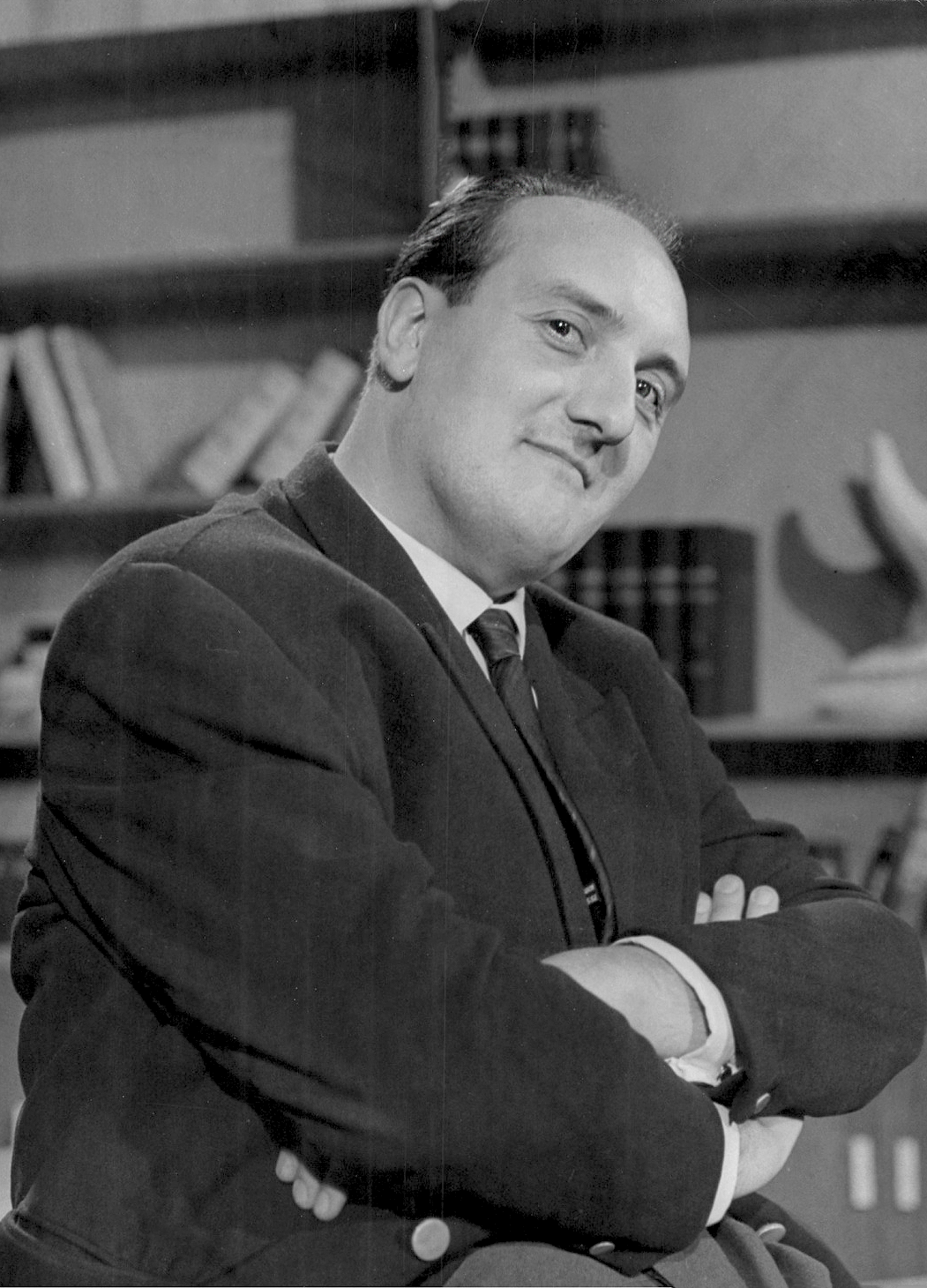
Pierre Tchernia (homme en 2 CV)
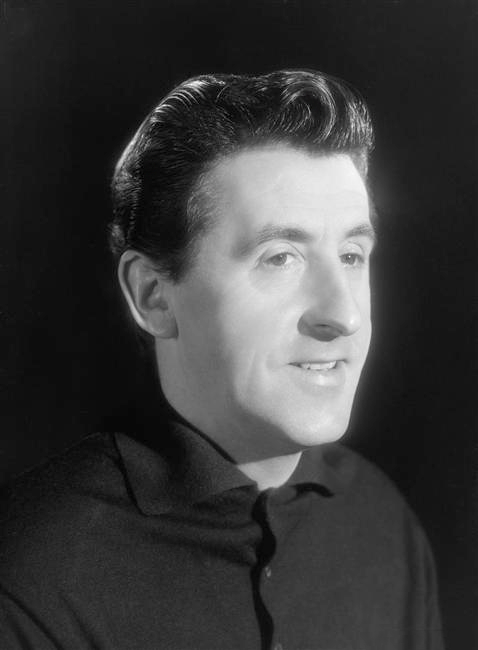
Jean Lefebvre (supporter saoul)
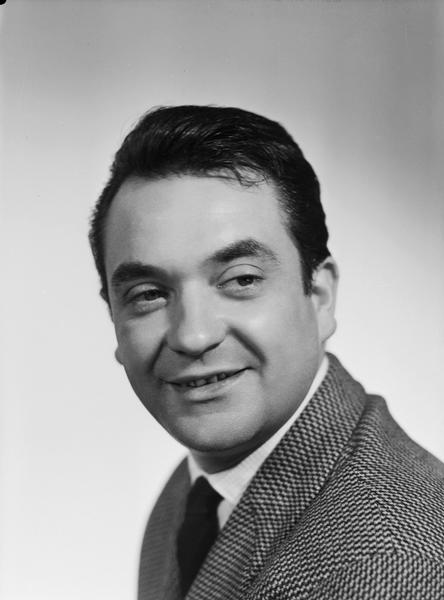
Jean Carmet (porte drapeau)
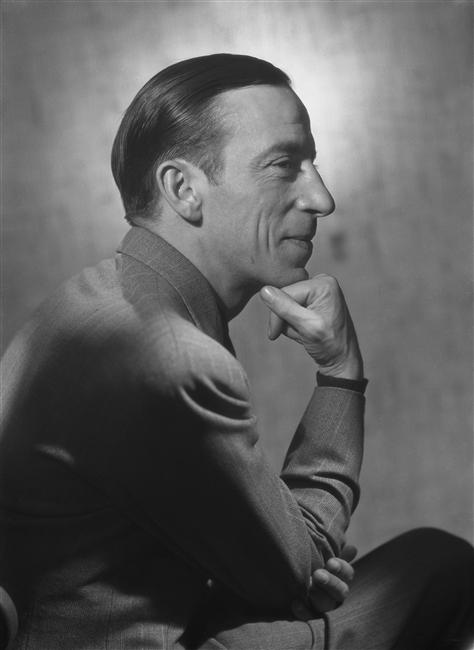
Raymond Bussières (Français en bus)
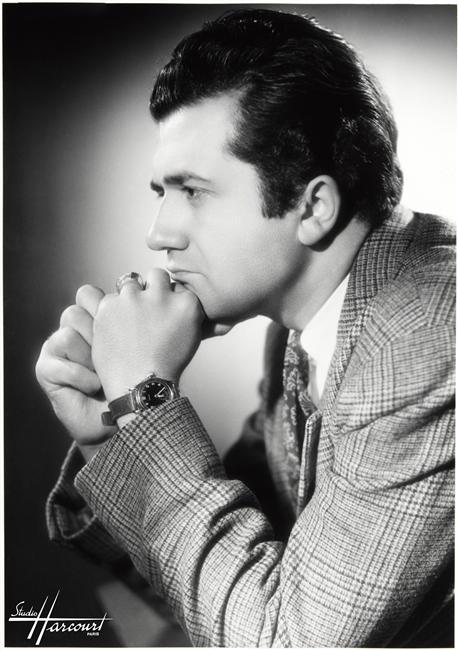
Jean Richard (Français en bus)
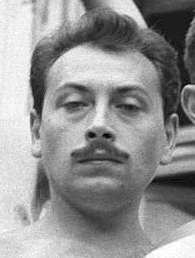
Jacques Legras (agent Ben, Mendoza)
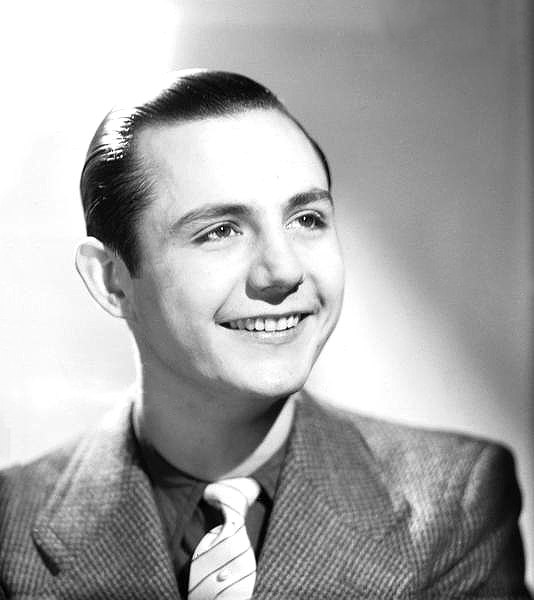
Pierre Doris (supporter)
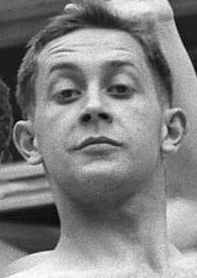
Pierre Olaf (standardiste)
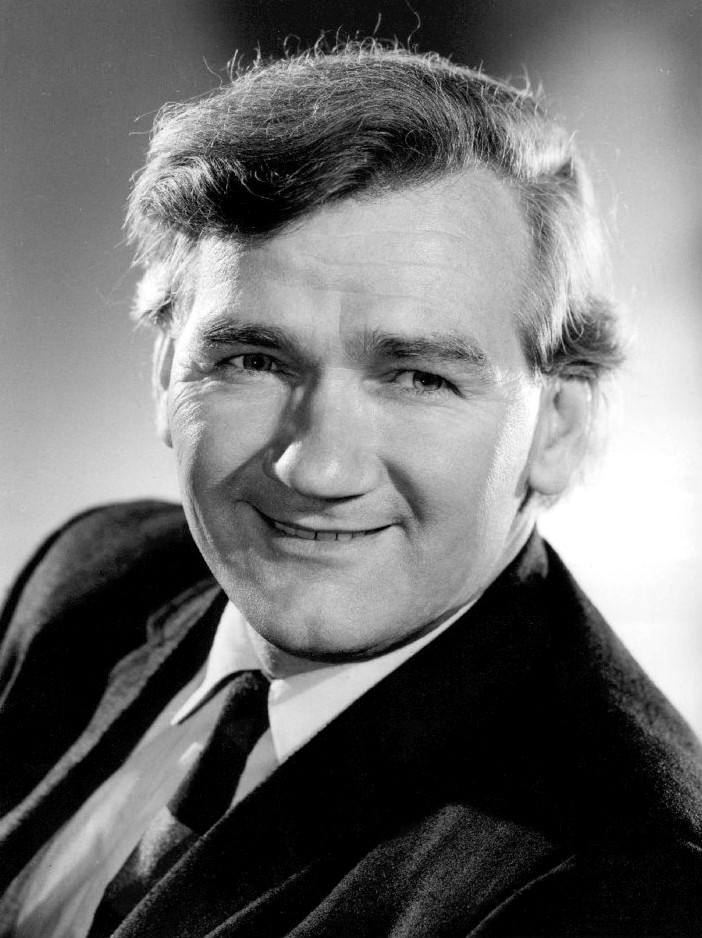
Percy Herbert (Baxter)
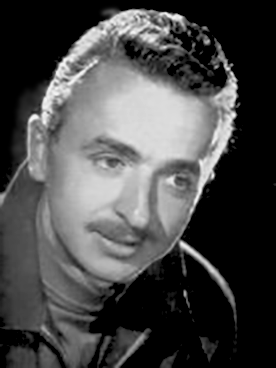
Robert Rollis (supporter)
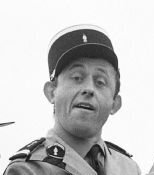
Christian Marin (restaurateur français)
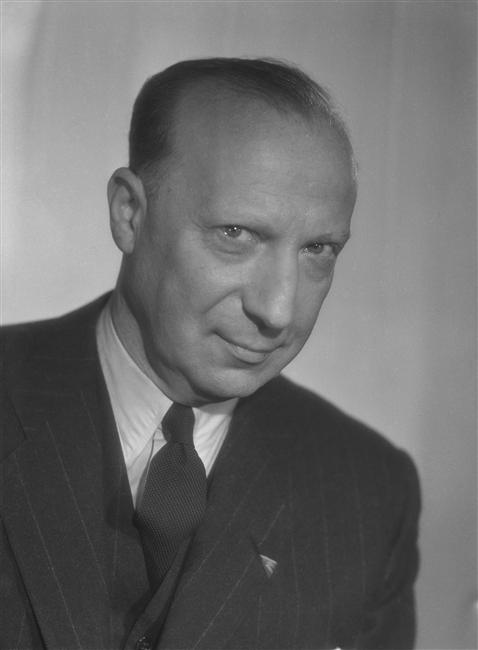
Pierre Dac (Speaker Radio Londres)
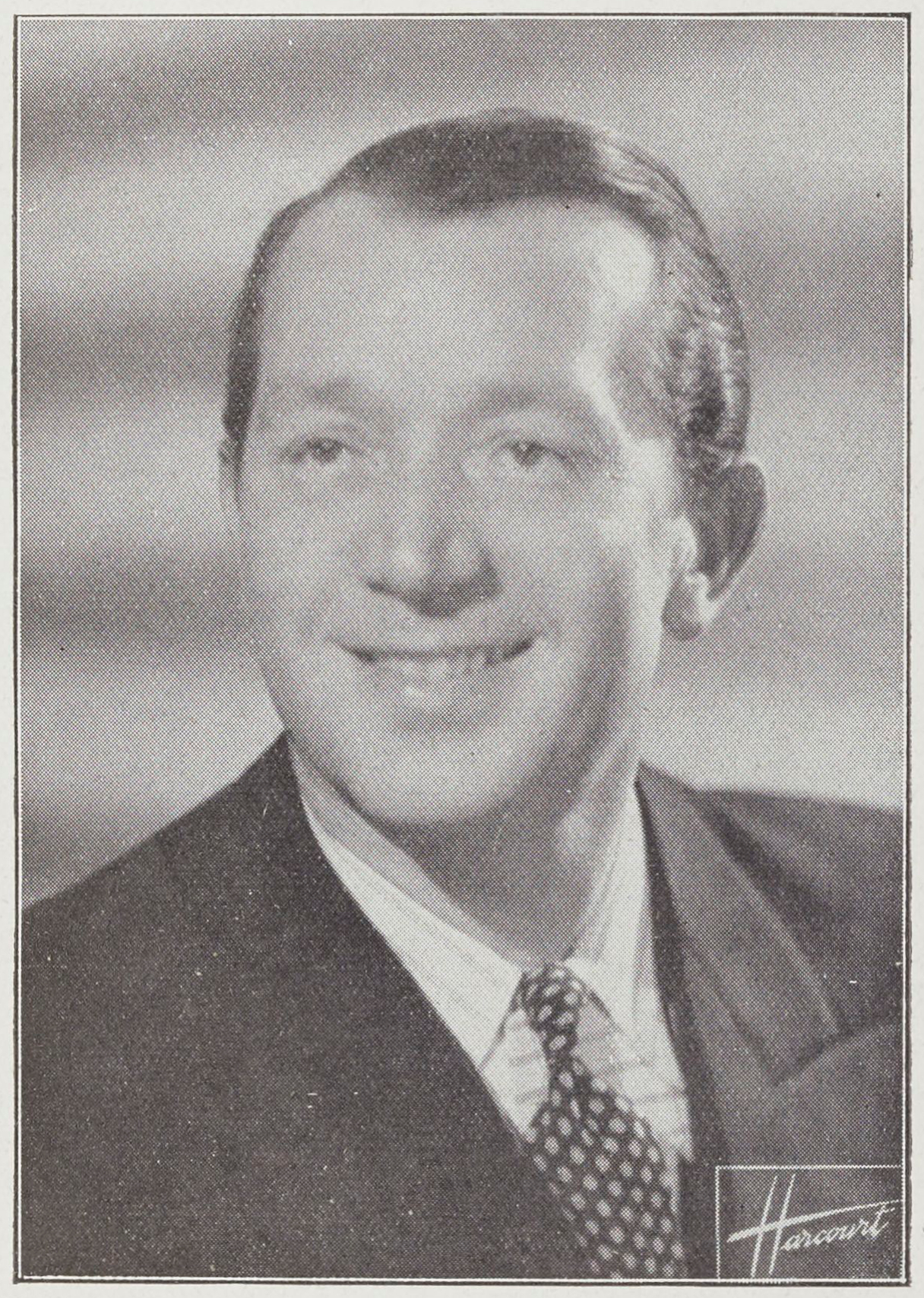
Robert Burnier (supporter tarbais)
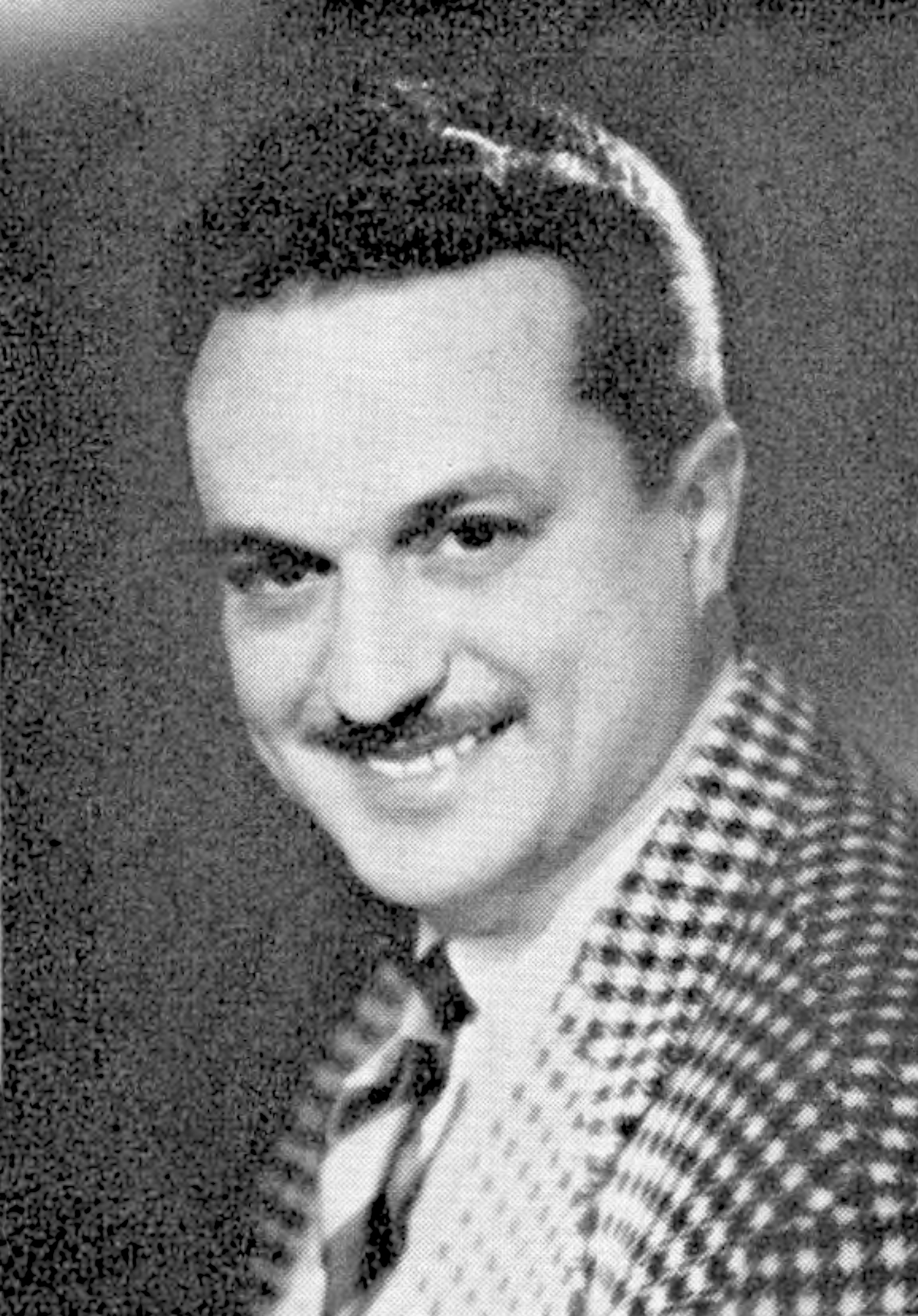
Robert Destain (supporter)

## Fiche technique
- Titre original : Allez France !
- Réalisation : Robert Dhéry, avec la collaboration de Pierre Tchernia
- Scénario : Robert Dhéry, Pierre Tchernia, Jean L'Hôte, Colette Brosset
- Production : Henri Diamant-Berger
- Photo : Jean Tournier
- Décors : Jean Mandaroux
- Montage : Albert Jurgenson
- Directeur de la photographie : Jean Tournier
- Musique : Gérard Calvi
- Sociétés de production : Le Film d'art/ Les Films Arthur Lesser / Les Films Borderie
- Distribution : Prodis
- Durée : 90 minutes
- Date de sortie : 
  - France : 9 octobre 1964
- Affiche : Henri Cerutti (France)

## Distribution
- Robert Dhéry : Henri
- Colette Brosset : Lady Brisburn
- Diana Dors : Elle-même
- Ronald Fraser : Le sergent
- Henri Génès : Gros Max
- Pierre Tchernia : L'homme à la 2 CV
- Jean Lefebvre : Le supporter saoul
- Jean Carmet : Le porte drapeau
- Bernard Cribbins : L'agent 202
- Margaret Whiting : la femme de l'agent 202
- Jean Richard : Un Français dans le bus
- Raymond Bussières : Un Français dans le bus
- Pierre Tornade : Un Français dans le bus
- Richard Vernon : Lord Brisburn
- Ferdy Mayne : L'agent de Diana Dors
- Jacques Legras : L'agent Ben / Mendoza, le commerçant
- Pierre Doris : Un supporter
- Catherine Sola : Nicole
- Pierre Olaf : Le standardiste
- Percy Herbert : Baxter
- Amy Dalby : Madame Throttle, la libraire
- Robert Rollis : Un supporter
- Christian Marin : Le restaurateur français
- Pierre Dac : L'homme de "Ici Londres"
- Bernard Lajarrige : Tessier
- Colin Blakely : L'aveugle
- Hélène Tossy : La maman
- Colin Gordon : Le dentiste
- Georgina Cookson : L'assistante du dentiste
- Angela Lovell : la réceptionniste du dentiste
- David Davenport : le grand policier roux
- Billy Kearns : Le psychiatre
- Gérard Buhr : Pierre Pissautet
- Colin Drake : Le gentleman aux jumelles
- Patricia Karim : Patricia, une cliente du magasin
- Robert Burnier : Le supporter tarbais
- Reg Lye : le chauffeur de taxi fatigué
- Robert Destain

## À noter
- Ce film a été tourné à Londres en partie sans autorisation de tournage; Il y avait une deuxième équipe qui faisait diversion auprès des forces de l'ordre[2].